# Leeuw (Kronenburgerpark)

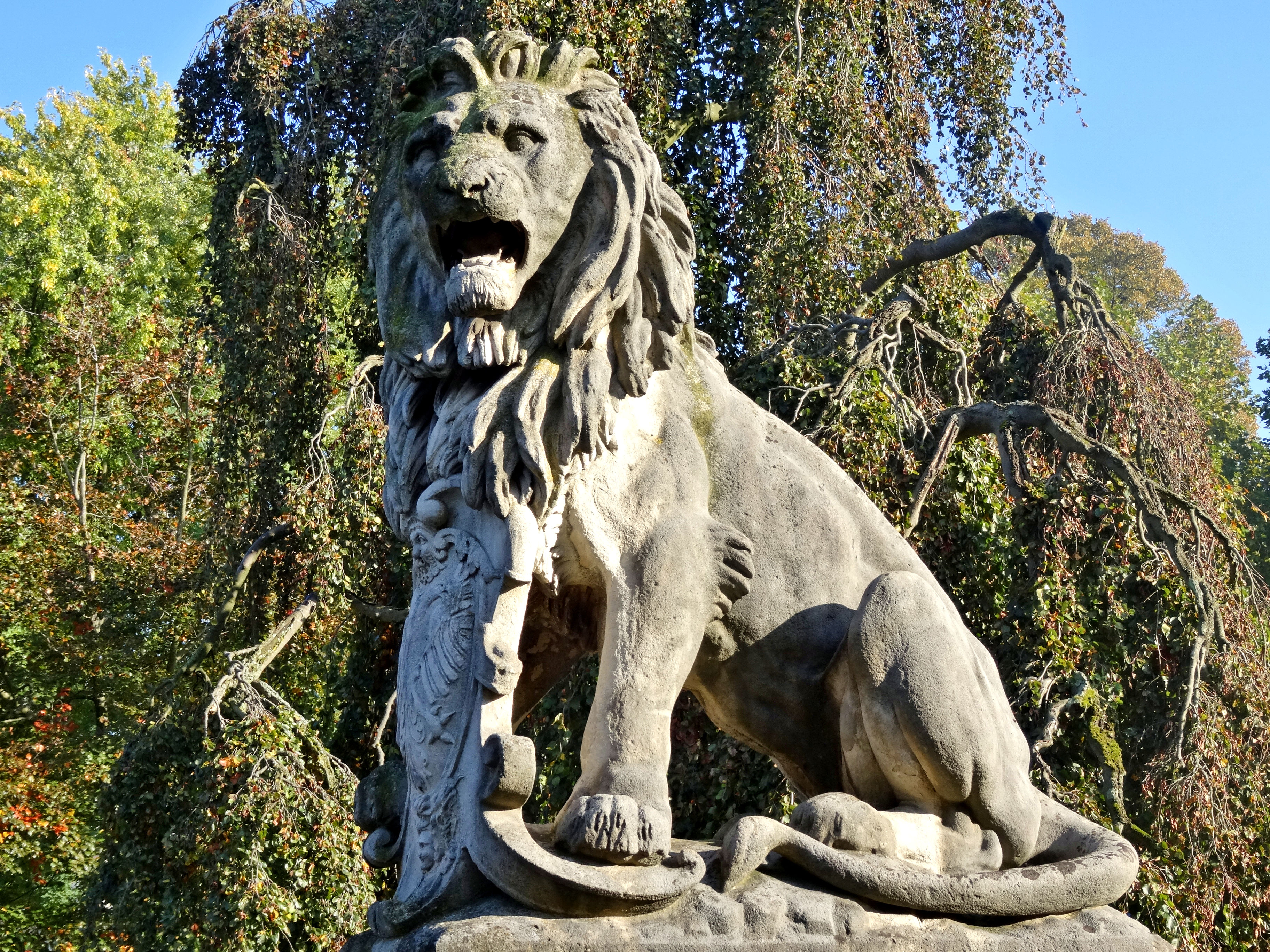

De leeuw is een 19e-eeuwse sculptuur in het Kronenburgerpark in Nijmegen. Hij wordt ook wel de leeuw van Leeuw genoemd.

## Achtergrond
Na de invoering van de Vestingwet (1874) werden in onder meer Deventer, Groningen, 's-Hertogenbosch en Nijmegen de vestingwerken ontmanteld en de stadswallen geslecht. De vrijgekomen grond werd gebruikt voor uitbreiding van de steden. Aan nieuwe singels en pleinen werden monumentale villa's gebouwd en er werden wandelparken aangelegd. In 1879 werd de Vereeniging tot verfraaiing van Nijmegen en het Schependom opgericht, die zich bezighield met "verfraaiien der wandelplaatsen, alsook van de straten en pleinen der stad Nijmegen en het Schependom en het zooveel mogelijk onderhouden en beschermen der wandelplaatsen". Tussen 1880 en 1882 werd het Kronenburgerpark in Engelse landschapsstijl aangelegd, naar een ontwerp van Liévin Rosseels. In het park is nog een 15e-eeuwse kruittoren en een deel van de stadsmuur te zien. De vereniging schonk in 1886 een beeld van een leeuw aan de stad en in 1889 een beeldengroep van de vier jaargetijden van Mathurin Moreau, die werden geplaatst aan de Nassausingel.
De meer dan levensgrote kalkstenen leeuw werd gemaakt door vader en zoon Henri Leeuw sr. en Henri Leeuw jr.. De sculptuur werd geplaatst in het Kronenburgerpark. De keus voor een leeuw als symbool ligt voor de hand. Leeuwen zijn de schildhouders van het wapen van Nijmegen en zijn in de stad onder meer te vinden aan de Boterwaag, het stadhuis en het stationsgebouw. De leeuw in het Kronenburgerpark houdt ook het stadswapen tussen zijn poten. Het beeld werd op 23 september 1886 onthuld en door burgemeester P.C. Bijleveld in dank aanvaard.

## Beschrijving
De ruim twee meter hoge leeuw is gemaakt van Frans kalksteen (savonnière) en staat op een twee meter hoge hardstenen sokkel. De zittende leeuw heeft zijn muil opengesperd en zijn kop naar links gedraaid. Zijn staart loopt langs zijn linker achterpoot naar voren. Op een cartouche tussen de poten is in reliëf het stadswapen met de dubbelkoppige adelaar afgebeeld.
De inscriptie aan de voorzijde van de sokkel luidt: 

AANGEBODEN
DOOR
DE VEREENIGING
TOT
VERFRAAIING VAN NIJMEGEN
1886

## Waardering
Het gedenkteken werd in 2002 als rijksmonument opgenomen in het Monumentenregister, onder meer vanwege de "tuin- en kunsthistorische waarde als goed en gaaf voorbeeld van een standbeeld uit het laatste kwart van de 19de eeuw, gemaakt voor plaatsing in een openbare wandelplaats. Het standbeeld vormt een essentieel onderdeel van het in Engelse landschapsstijl aangelegde Kronenburgerpark. Het beeld staat voor de trots van de stad Nijmegen. Het object is van belang voor het oeuvre van de beeldhouwers Henri Leeuw sr. en jr."

## Foto's

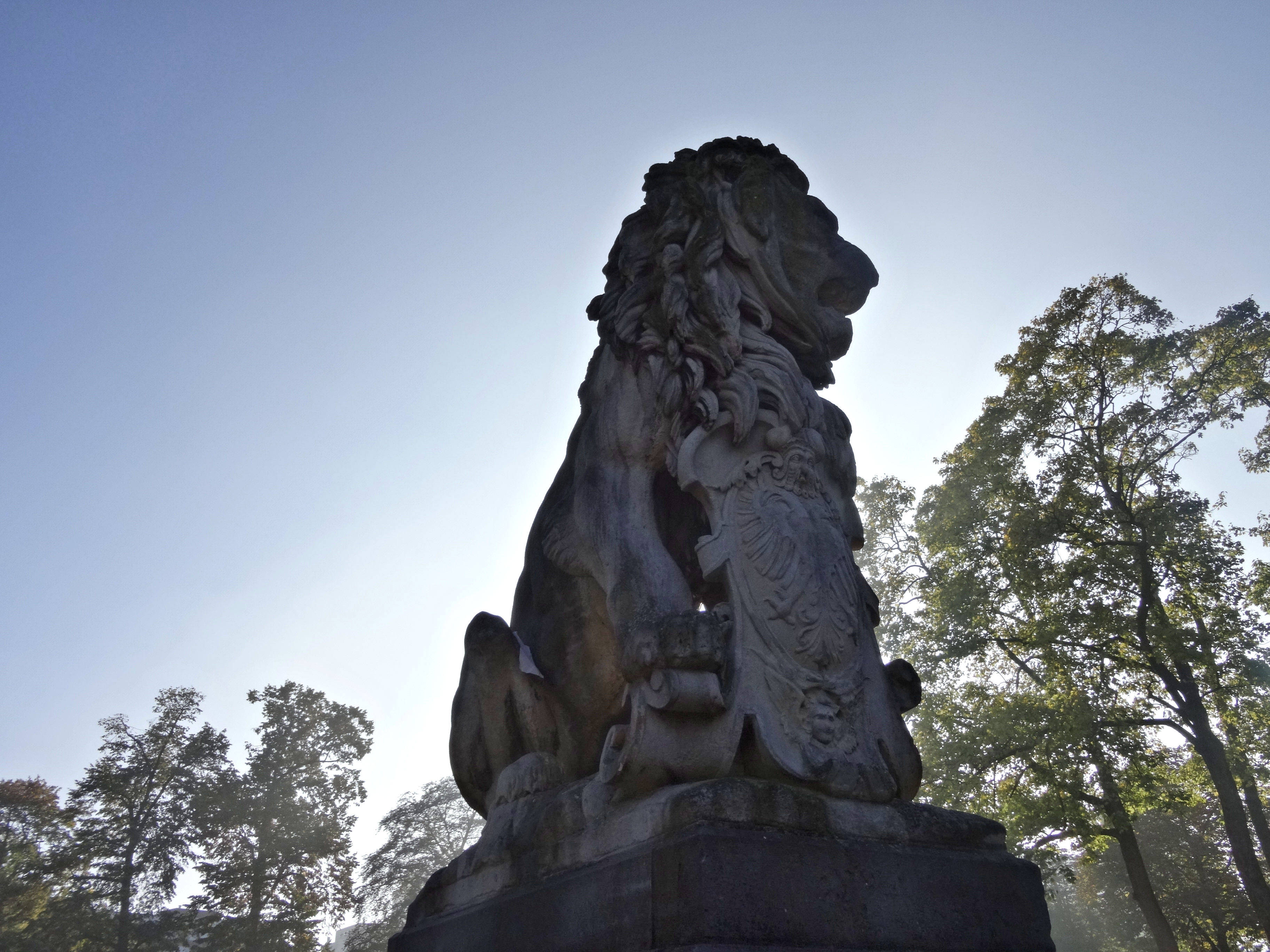
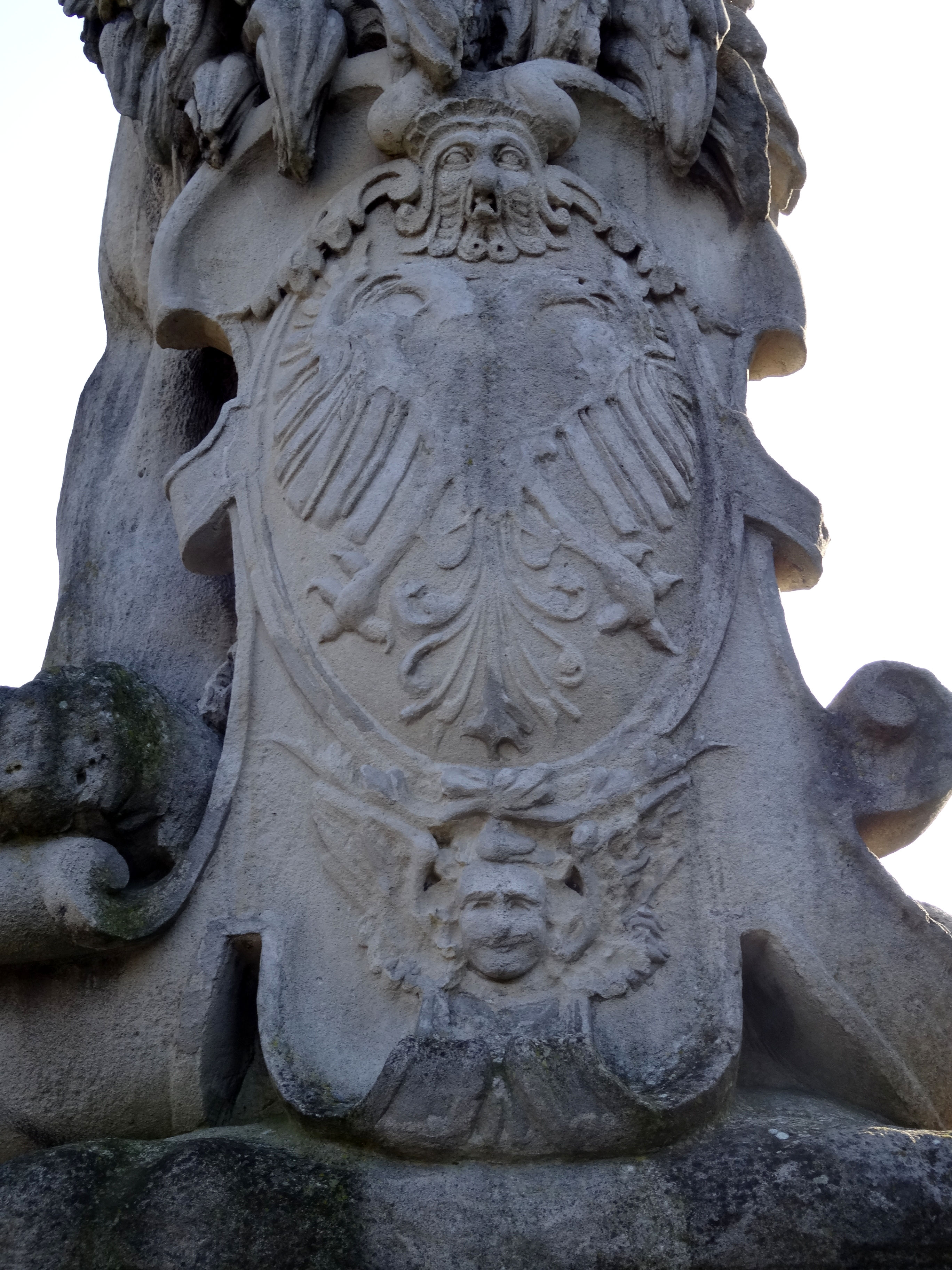
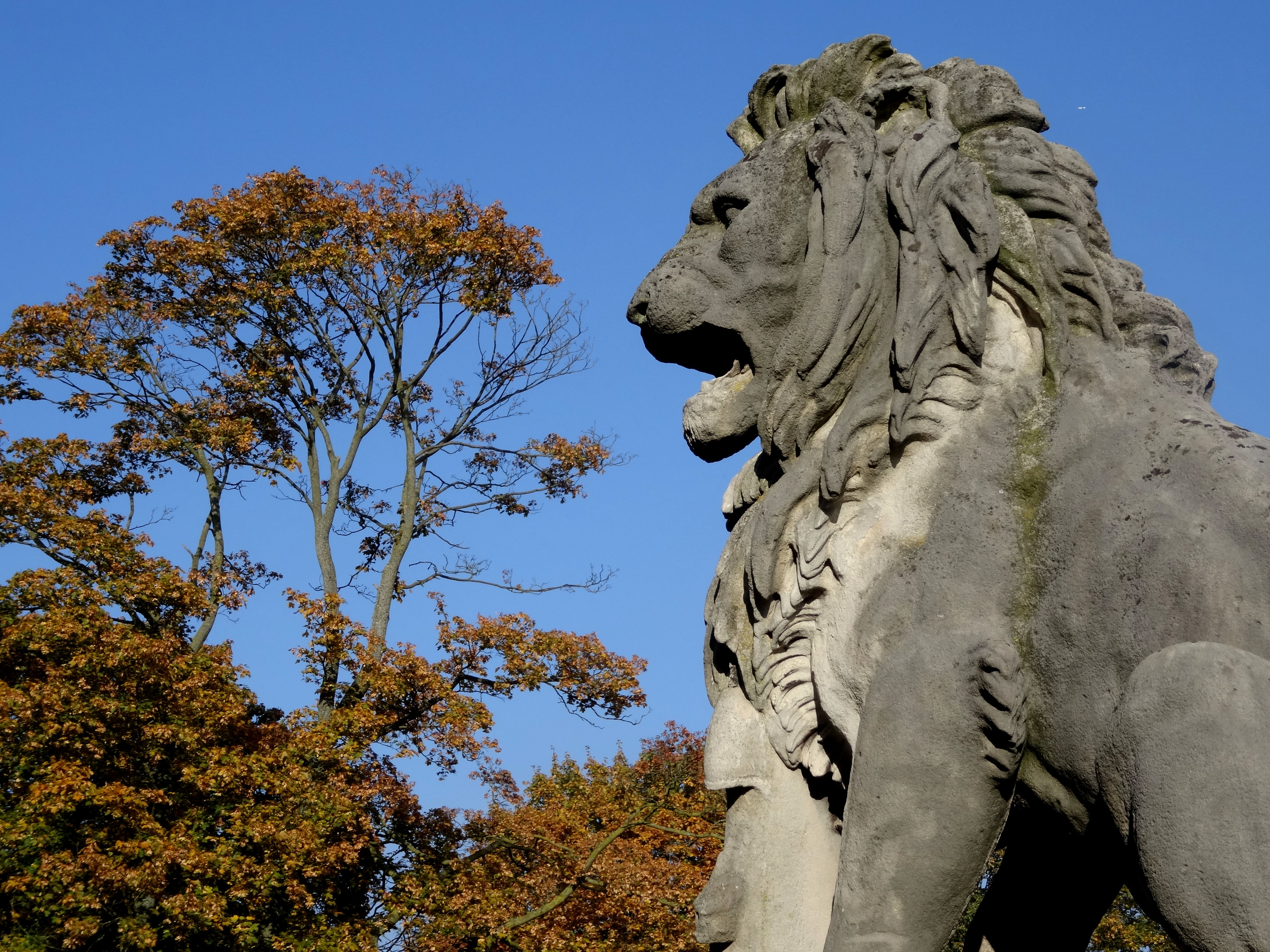
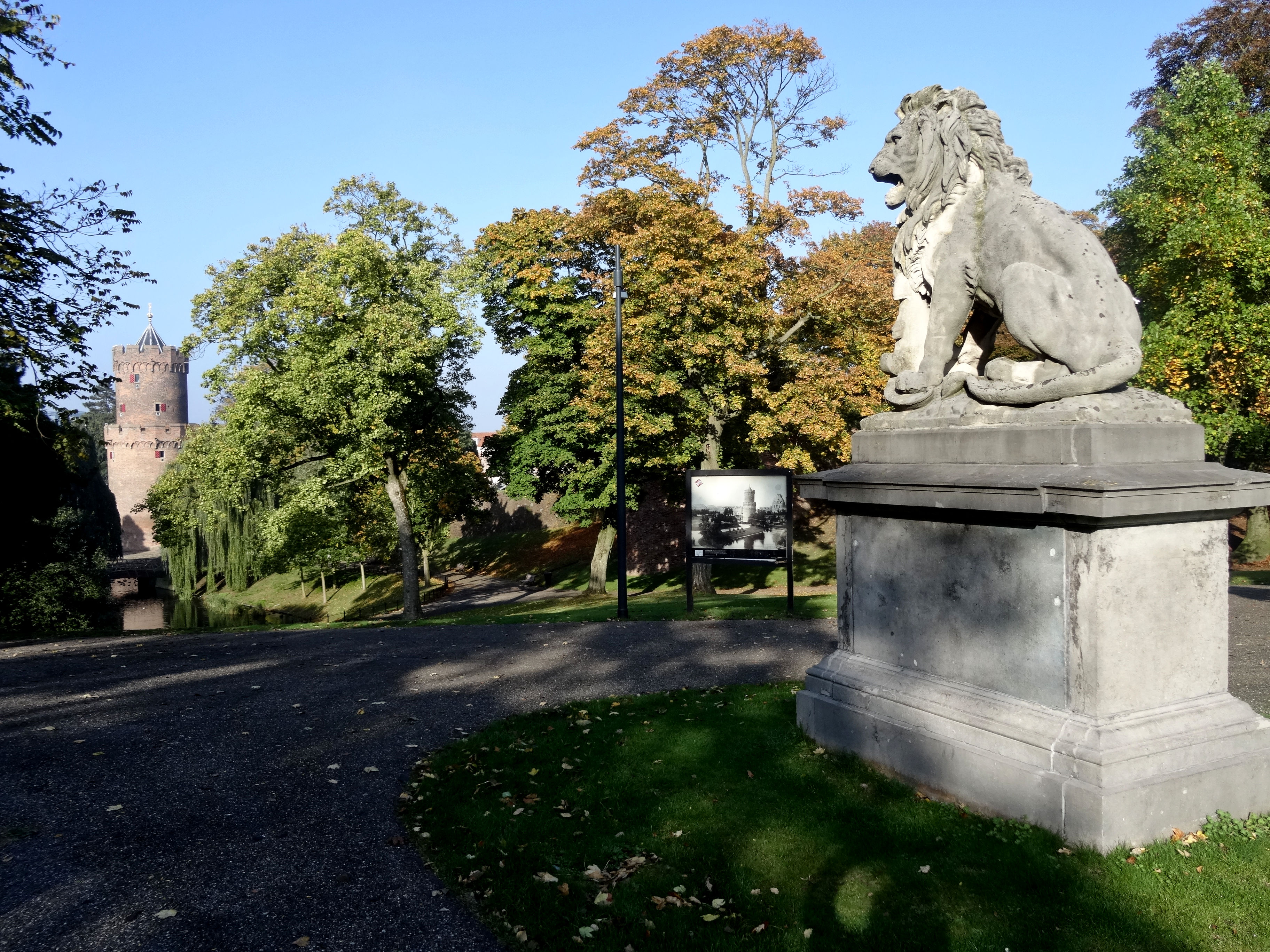
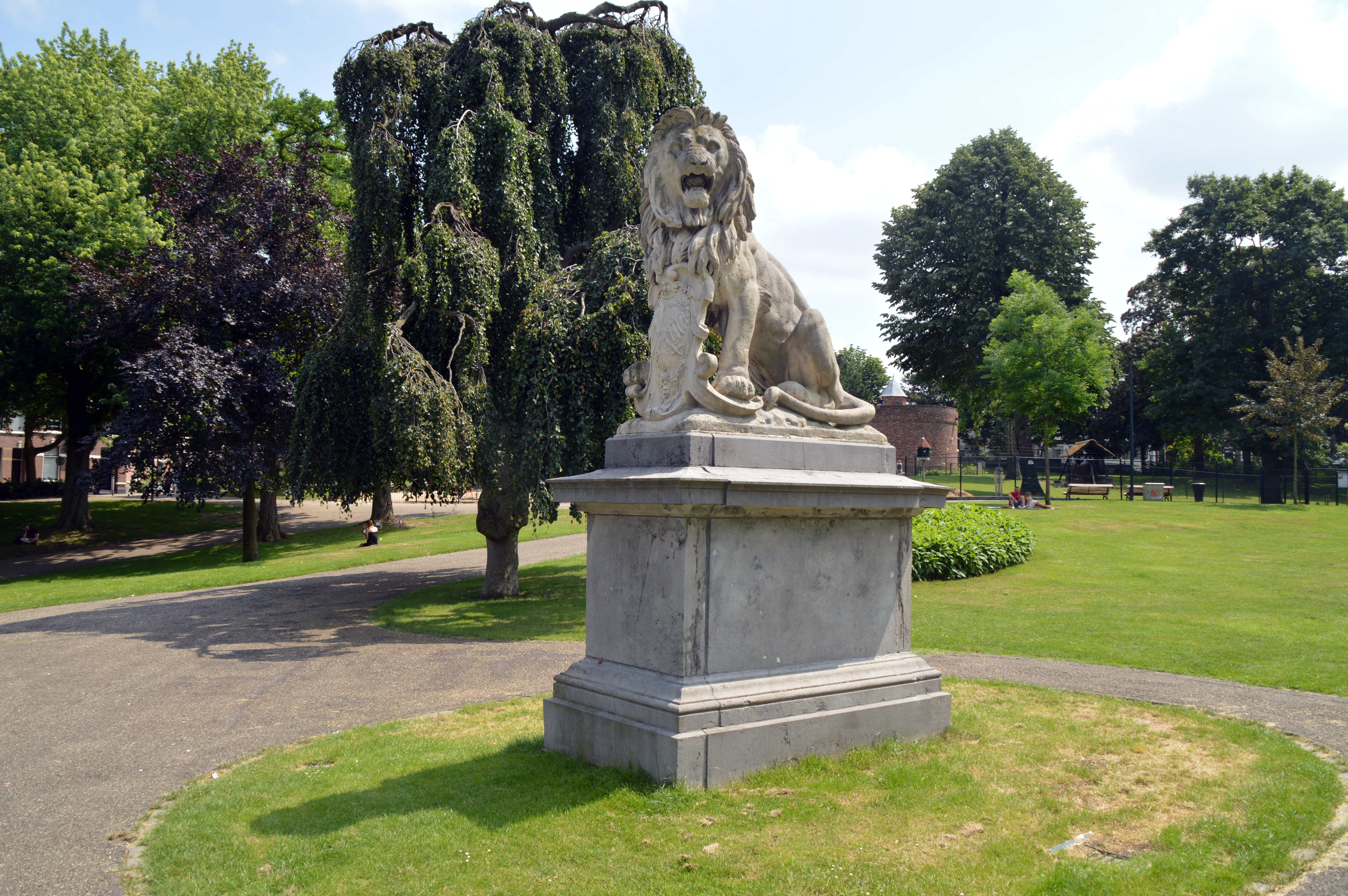
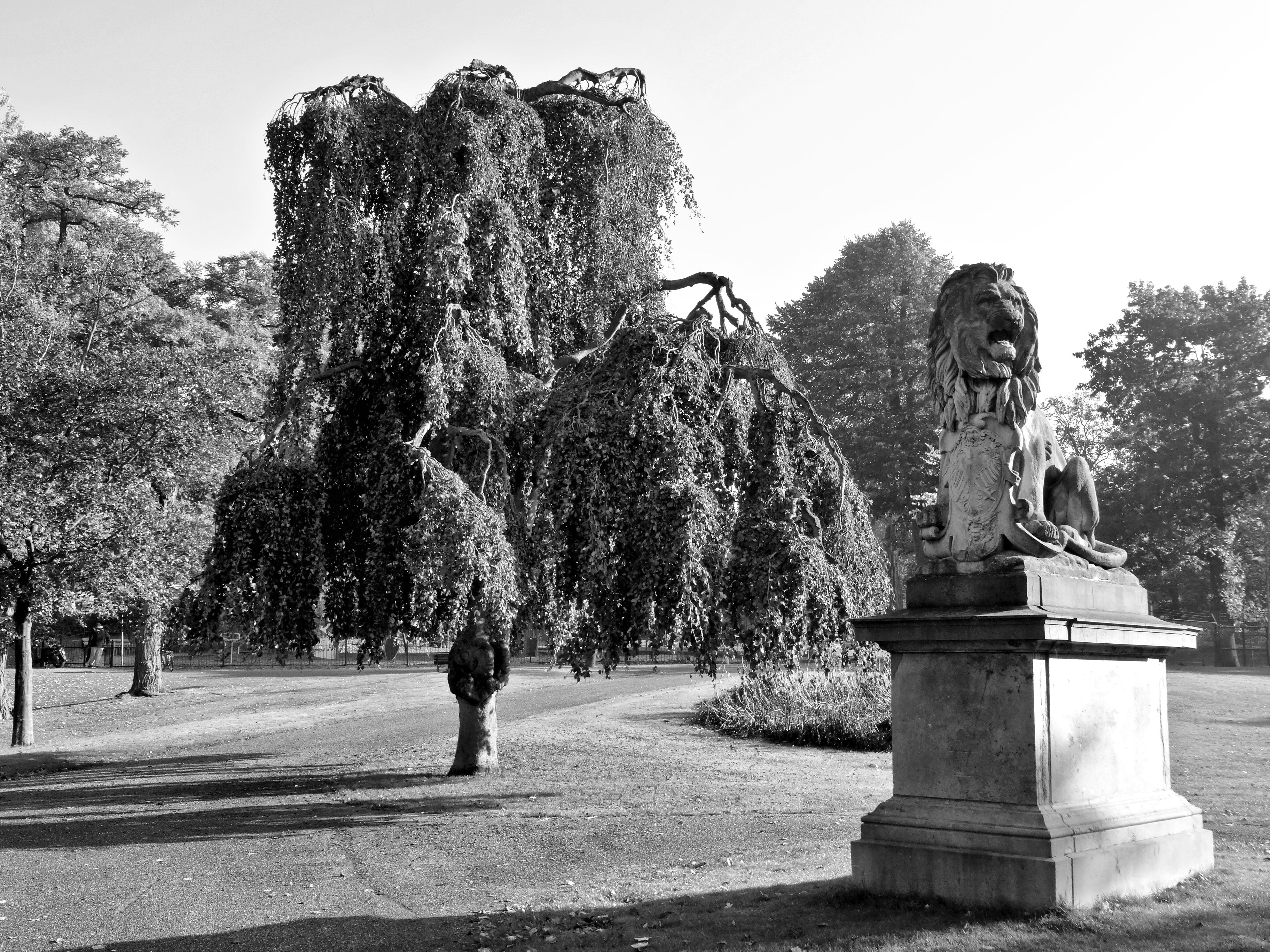